# C/2023 A3 (Sučinšan–ATLAS)
C/2023 A3 (Sučinšan–ATLAS) je kometa iz Ortovog oblaka otkrivena od strane Opservatorije Ljubičaste planine u Kini 9. januara 2023. i nezavisno pronađena od strane sistema ATLAS Južne Afrike dana 22. februara 2023. Kometa je prošla perihel na udaljenosti od 0,39 AU (58 million km; 36 million mi) dana 27. septembra 2024. godine, kada je postala vidljiva golim okom.

## Istorija posmatranja

### Otkriće
Tokom pretrage koju je izvršio Sistem poslednje uzbune za asteroidno zamaljske sudare koristeći 0,5-m f/2 Šmitov reflektor u opservatoriji Saderlend u Južnoj Africi, otkriven je asteroidni objekat sa procenjenom magnitudom od 18,1 na slikama snimljenim 22. februara 2023. godine, kada je kometa bila udaljena oko 7,3 AU (1,09 billion km; 680 million mi) od Sunca. Nakon prvih proračuna orbite uočeno je da je isti kao objekat veličine 18,7 magnitude koji je opservatorija Ljubičaste planine prijavila Centru malih planeta, a koji je detektovan na slikama snimljenim 9. januara 2023. godine. Unesen je na listu objekata koji čekaju potvrdu, ali nakon što nisu prijavljena dodatna zapažanja, uklonjen je 30. januara 2023. i smatran je izgubljenim. Na osnovu konvencija o imenovanju kometa, kometa je dobila naziv obe opservatorije.
Objekat je naknadno otkriven na slikama koje je napravila Zvikijeva prolazni instalacija (ZTF) u opservatoriji Palomar 22. decembra 2022. godine, kada je imao magnitudu od 19,2–19,6. Ove slike su takođe otkrile da ima veoma zgusnutu komu i mali ravan rep dužine 10 inča, što ukazuje da je u pitanju kometa. Više dokaza o kometnoj aktivnosti izvestili su Hidetaka Sato, M. Matijaco i Kristovao Žak.

### Prema perihelu
Kometa se do januara 2024. godine posvetlila na očiglednoj magnitudi od 13,6 i prema Bob Kingu je bila vidljiva kroz 15-inčne teleskope pri uvećanju x142. Kometa se tada kretala kroz sazvežđa Vage i Device. Krajem aprila se osvetlila na oko magnitude 10 i mogla se posmatrati kroz male teleskope, pokazujući kratak rep. Spektar komete od 31. maja 2024, kada je kometa bila udaljena 2,33 AJ od Sunca, ukazivao je na jaku emisiju cijanida i da je kometa osiromašena ugljenikom. Kometa je imala veliki odnos prašine i gasa.
U maju i junu brzina svetljavanja komete je usporila, i kometa je ostala između magnituda 10 i 11, dok je prašnjavi rep dužine od 5 do 15 lučnih minuta vizuelno primećen da se proteže ka istoku. Češko-američki astronom Zdenek Sekanina je sugerisao da ovo ukazuje na to da se jezgro komete fragmentira, i fragmentacija počinje krajem marta, na šta ukazuje povećanje stope osvetljenja i naknadno smanjenje produkcije prašine, uski rep prašine u obliku suze, i negravitacione promene u orbiti. On je predvideo da će se kometa raspasti pre perihela. Posmatranja komete robotskim teleskopom TRAPPIST pokazuju da je proizvodnja prašine dostigla minimum u maju, kada je kometa bila blizu faznog ugla od nule, i ponovo počela da raste mesec dana kasnije, dok su stope produkcije gasa rasle polako tokom tog perioda. Sredinom juna kometa je ušla u sazvežđe Lava, na večernjem nebu. Početkom jula, fotografski je primećen slab jonski rep dužine oko jedan i po stepen. Posle sredine jula kometa je bila izgubljena u sunčevom odsjaju sve do septembra. U avgustu je svemirska letelica STEREO posmatrala kometu kako postojano svetli do prividne magnitude od 7.

### Perihel
Kometu je pronašao Teri Lavdžoj u jutarnjem sumraku 11. septembra 2024, kada se nalazila u sazvežđu Sekstan, sa magnitudom 5,5. Kometa je uočena golim okom i fotografisana od strane astronauta Metjua Dominika na ISS-u 20. septembra, a pratio ga je njegov kolega astronaut Donald Petit dva dana kasnije. Prvo posmatranje komete sa Zemlje golim okom zabeleženo je 23. septembra, sa procenjenom magnitudom komete od 3,3, dok je zabeleženo da je njen rep bio dugačak 2,5 stepeni kada je posmatran dvogledom. Kometa je 25. septembra dostigla magnitudu 3.
Tokom poslednje nedelje septembra videla se na zornom nebu, bolje vidljiva sa južne hemisfere, a predviđeno je da će se posvetliti do druge magnitude. Perihel se dogodio 27. septembra. Nakon toga se ponovo kretala u konjunkciji sa Suncem. Dana 9. oktobra 2024. kometa je bila udaljena 3,5 stepeni od Sunca. Pojavila se na večernjem nebu sredinom oktobra.

## Predviđanja osvetljenosti
Nakon objave otkrića, procenjeno je da kometa dostiže ukupnu magnitudu od +3 tokom perihela, uz pretpostavku apsolutne magnitude (H) od 7 i 2,5n = 8, kada će biti u niskoj solarnoj elongaciji. Bolja vidljivost se može desiti oko tri nedelje nakon perihela, sredinom oktobra, kada se procenjuje da je četvrte magnitude. Gideon van Buitenen je procenio da će kometa dostići magnitudu od 0,9 tokom perihela i −0,2 u vreme najbližeg približavanja Zemlji, uz pretpostavku H = 5,2 i 2,5n = 10, i da će imati koristi od efekata rasejanja unapred.
Revidirani podaci iz juna 2024. su sugerisali da će se kometa posvetliti na prividnu magnitudu od 2,2, pod pretpostavkom da su H = 6 i 2,5n = 7,5, što je prosečna brzina svetljenja kometa dugog perioda u unutrašnjem Sunčevom sistemu. Međutim, očekivalo se da kometa bude bar jednu magnitudu svetlija zbog efekata rasejanja unapred, što bi moglo da poveća sjaj za nekoliko magnituda oko vrhunca efekta 9 dana 8. oktobra 2024. godine. Više proračuna od početka septembra ukazuje na to da će, s obzirom na rasejanje napred, kometa biti svetlija od magnitude 0 između 5. i 13. oktobra i da bi mogla dostići vrhunac preko 9 dana 4. oktobra, kada je predviđeno da bi rasejanje unapred moglo povećati magnitudu komete za više do 7 magnituda.

## Orbita
Kometa ima retrogradnu orbitu, koja leži pod nagibom od 139°. Kometa ima svoj perihel 27. septembra 2024, na udaljenosti od 0,391 AJ. Najbliži pristup Zemlji j́e 12. oktobra 2024, na udaljenosti od 0,47 AJ. Kometa se ne približava džinovskim planetama Sunčevog sistema. Orbita je slabo vezana za Sunce pre ulaska u planetarni region Sunčevog sistema. Zbog planetarnih perturbacija, izlazna orbita ima veći ekscentricitet od ulazne orbite i nije vezana za Sunce jer je slabo hiperbolična. Slabo hiperbolična putanja može ili ne mora dovesti do izbacivanja komete iz Sunčevog sistema. Očekuje se da će biti 200 AJ od Sunca 2237. godine.
| Datum i vreme najbližeg približavanja | Zemljina udaljenost(AU)                                      | Udaljenost od sunca(AU)                                      | Brzina u odnosu na Zemlju(km/s) | Brzina u odnosu na Sunce(km/s) | Region nesigurnosti(3-sigma) | Sazvežđe | Mesečevo osvetljenje | Referenca |
| ------------------------------------- | ------------------------------------------------------------ | ------------------------------------------------------------ | ------------------------------- | ------------------------------ | ---------------------------- | -------- | -------------------- | --------- |
| 12. oktobar 2024. u 15:18 ± 15 min    | 0,47241 AU (70,672 million km; 43,913 million mi; 183,85 LD) | 0,55619 AU (83,205 million km; 51,701 million mi; 216,45 LD) | 80,5                            | 56,5                           | ±7 hiljada km                | Devica   | 70%                  | [ 25 ]    |

- Položaj komete C/2023 A3 blizu perihela 2024
- Položaj komete C/2023 A3 u avgustu i septembru 2024. sa očekivanim prividnim magnitudama. Kometa se nalazi u sazvežđu Lava između dve zvezde 55 i 57 Leonis oko šest stepeni južno od ekliptike početkom avgusta, a zatim se kreće ka sazvežđu Sekstan. Sa povećanjem prividnog sjaja, okreće se nazad ka sazvežđu Lava u drugoj polovini septembra na maksimalnoj geografskoj širini južne ekliptike (nešto ispod 14 stepeni luka).
- Položaj komete C/2023 A3 u oktobru 2024. Kometa se nalazi na najjužnijem vrhu sazvežđa Lav oko deset stepeni južno od ekliptike i kreće se u prvoj polovini meseca sa opadajućim prividnim sjajem preko sazvežđa Devica. Zatim se kreće u zapadnu glavu sazvežđa Zmije, a zatim se kreće preko sazvežđa Zmijonoša. Do kraja meseca, kometa dostiže severnu ekliptičku širinu od nešto više od 27 stepeni luka. Dakle, u drugoj polovini oktobra kometa je dobro vidljiva na zapadnom horizontu nakon zalaska sunca.